# Ronde van Albanië
De Ronde van Albanië (Albanees: Turi Çiklistik i Shqipërisë) is een meerdaagse wielerwedstrijd die jaarlijks wordt georganiseerd in Albanië. In 2017 werd de wedstrijd opgenomen in de UCI Europe Tour, in de categorie 2.2.
Recordwinnaar is de Albanees Bilal Agalliu, die de koers maarliefst elf keer op zijn naam schreef. Andere renners met veel eindoverwinningen zijn onder meer Besnik Musaj (zeven eindzeges), Agim Tafili (zes eindzeges) en Palion Zarka (vijf eindzeges)

## Lijst van winnaars

### Overwinningen per land
| Overwinningen | Land                           |
| ------------- | ------------------------------ |
| 73            | Albanië                        |
| 3             | Italië, Servië                 |
| 1             | Nederland, Verenigd Koninkrijk |